# 尾添川
尾添川（おぞがわ）は、石川県白山市を流れる手取川水系の川。岩底谷川との合流地点から手取川合流地点まで一級河川の指定区間となっている。

## 地理
石川県白山市の南東部に源を発し北西に流れる。上流部は蛇谷川と呼ばれる。白山国立公園の山間部を流れ、多くの渓流を集めて白山市瀬戸付近で手取川に合流する。流域には多くの滝があり、特に増水する春の雪融け時に見頃となる。川沿いに国道360号・白山白川郷ホワイトロードが走っており、多くの観光客を集める。

## 支流
| - 枝谷川 - オモ谷川 - 瓢箪谷川 - キリ谷 - 親谷川 - 岩底谷川 - アカイチ谷川 - シリタカ（後高）谷川 - 湯谷川 - 途中谷川 - 中ノ川 - ゾロ谷川 - 仙人谷川 - 地谷川 - 丸石谷川 - 小谷川 - ハライ谷川 | - 雄谷川 - ヒコ谷川 - 高尾谷川 - ヨキノエ谷川 - 清水谷川 - 水晶谷 - シンノ又 - 目附谷川 - ウサギ谷川 - カマボコ谷川 - 立屋谷川 - 金山谷川 - 三方谷川 - コエ谷川 - クラ谷川 - 鴫谷川 - 小又 - 荒谷川 - アカゴ谷川 |

## 尾添川本流沿いの滝
| ふくべ大滝 |  | 姥ヶ滝 |
| ふくべ大滝 |  | 姥ヶ滝 |

| かもしかの滝 |  | 岩底の滝 |
| かもしかの滝 |  | 岩底の滝 |

| 赤石の滝 |  | 後高の滝 |
| 赤石の滝 |  | 後高の滝 |

尾添川沿いから見える滝を上流から順に記載。
ふくべ大滝
瓢箪谷川水系の滝で、瓢箪滝ともいう。落差86m、幅4m。滝壷が大きく、複数あるのが特徴。道路から間近に見ることができるほか、近くには駐車場もある。増水時には水煙で覆われる。
姥ケ滝（うばがたき）
親谷川の滝。落差76m、幅は40m。昔、年老いた老人が髪を梳いたことからつけられた。老人の髪のごとく筋が分かれた滝。石川県内の滝としては唯一、日本の滝百選に指定されている。道路付近の駐車場から急な下り坂を20分ほど歩くと間近に見られる。滝の水を直接浴びることも可能。滝のすぐそばに親谷（どす）の湯がある。源泉の温度は摂氏100度近い。
水法（すいほう）の滝
姥ヶ滝に対して別名尉滝とも呼ばれ男性的な姿の滝である。キリ谷川水系で落差80m。夏は水が少ない。
小親谷の滝
小親谷川水系の滝。眺望に恵まれないため見逃しやすい。近くに大岩がある。
かもしか滝
蛇谷川に架かる橋より見える。落差は40m。複数段に分かれていて、小さな滝が集まり形成しており、五色滝とも呼ばれる。冬は大量の水が流れる。
岩底（かまそこ）の滝
岩底谷川水系の滝。2段になっている。滝の上には直径2mの釜底淵という釜形の底無し淵があるのが特徴。さらに、樹齢500年といわれるケヤキが釜底淵の上にある。落差15m、幅4m。
赤石（あかち）の滝
アカイチ谷川水系の滝。落差30m。夏はあまり良く見えないが、冬の増水時には3本に分かれた滝がくっきりと見えるため「三味線滝」という別名を持つ。
後高（しりたか）の滝
シリタカ谷川水系の滝。増水すると絹のような光沢を見せるが、夏場は水量が少ない。落差は約100mあるが下段しか見えない。

## 支流の滝

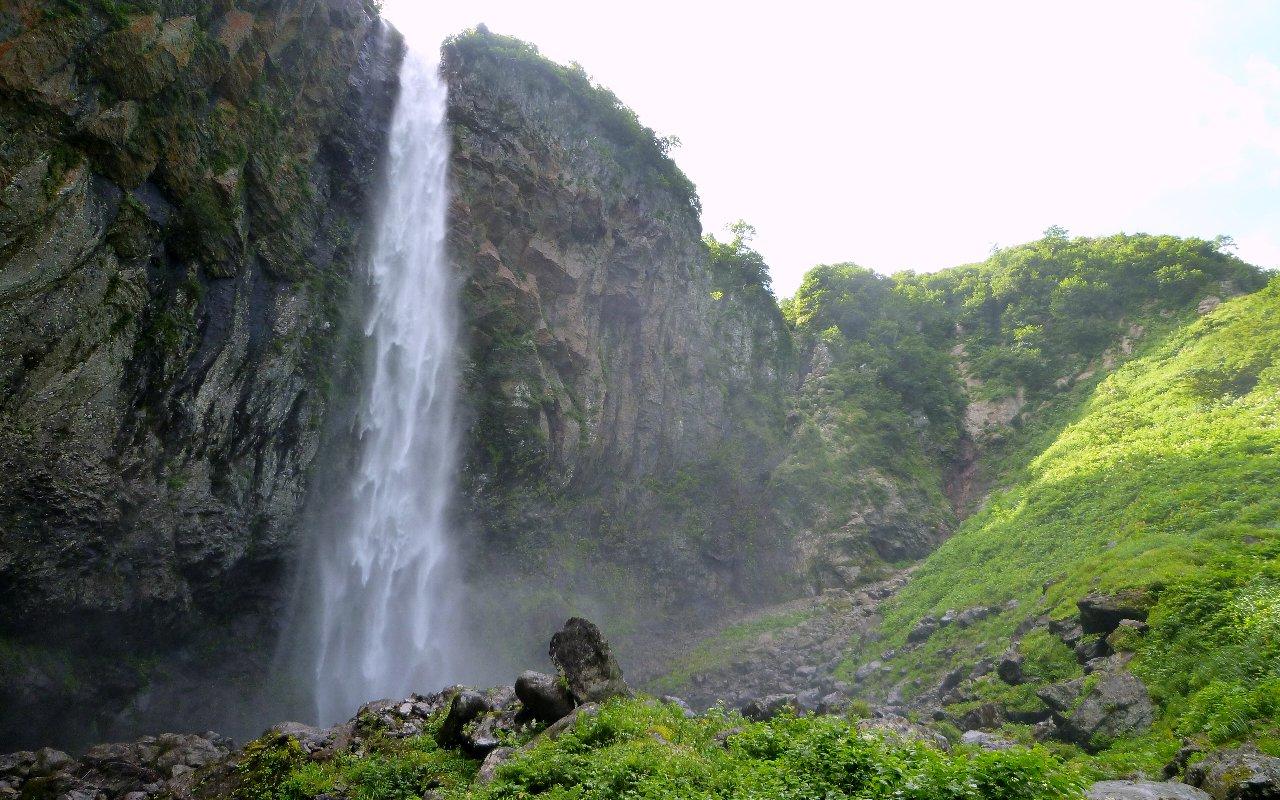
百四丈滝

- 百四丈滝
丸石谷川。落差90m。白山有数の巨瀑で、裏見の滝。
1987年に加賀禅定道が復元されるまでは、「幻の滝」とも呼ばれていた。

- 黒滝
- 三段滝
丸石谷川。百四丈滝の下流に位置する。